# كريوس
كريوس (باليونانية: Κρεῖος)‏ هو واحد من الجبابرة وهو ابن غايا وأورانوس. كان زوج أوريبيا وكان والد أسترايوس وبالاس وبيرسس وهو جد هيكات. تمت الإطاحة به أثناء حرب الجبابرة.